# R. c. Stone
R. c. Stone  est un arrêt de principe de la Cour suprême du Canada rendu en 1999 sur la défense d'automatisme dans un procès pénal.

## Les faits
En 1993, Bert Stone a épousé Donna Stone et ils ont vécu ensemble dans la vallée de l'Okanagan. Il avait déjà été marié deux  fois auparavant et il avait des enfants adolescents de son second mariage. Leur relation était difficile et des accusations relatives à la violence physique ont été portées contre lui à une occasion où il a tenté d'écraser Donna dans un stationnement à Winfield, en Colombie-Britannique. En 1994, il a fait des préparatifs pour un voyage d'affaires à Vancouver et pour rendre visite à son fils sans communiquer cette information à sa femme. Quand elle a découvert ce qu'il avait l'intention de faire, elle a insisté pour l'accompagner.
Selon Bert Stone, la visite à son fils a été interrompue lorsque Donna a menacé d'appuyer sur le klaxon de la voiture jusqu'à l'arrivée de la police. Il a fait un commentaire sur la possibilité d'obtenir un divorce qui l'a beaucoup contrariée. Bert est entré dans un terrain abandonné et a arrêté la voiture. Elle a commencé à hurler et à crier et à le rabaisser. Bert a témoigné que : 

« ... Bien, elle n’arrêtait pas et a simplement dit qu’elle ne pouvait pas endurer m’entendre siffler, que je la dégoûtais chaque fois que je la touchais, que j’étais nul au lit, que j’avais un petit pénis et qu’elle ne coucherait plus jamais avec moi; et j’étais juste assis là, la tête baissée, et, à ce moment‑là, elle était à genoux sur le siège et me lançait cela au visage ... »

À ce stade, Bert affirma que la voix de sa femme avait commencé à s'estomper et qu'il fut envahi par une sensation de « sifflement ». La prochaine chose dont il se souvient est d'avoir vu corps de sa femme alors qu'il est affalé sur le siège avec un couteau à la main. Il l'avait poignardée 47 fois. Il cacha son corps dans le coffre à outils de son camion, laissa un mot à la fille de Donna et partit pour le Mexique. Après quelques semaines au Mexique, il a décidé de retourner au Canada et de se rendre. Il a été accusé de meurtre.
Pour sa défense, Stone a plaidé l'automatisme avec maladie mentale, l'automatisme sans maladie mentale, l'absence d'intention et, subsidiairement, la défense de provocation. Le juge a autorisé une défense d'automatisme avec maladie mentale. Le jury l'a reconnu coupable d'homicide involontaire coupable et l'a condamné à quatre ans de prison. Le verdict a été confirmé par la Cour d'appel.
Les questions en litige dans le pourvoi à la Cour suprême du Canada étaient les suivantes : 
- La défense d'automatisme avec maladie mentale devait-elle être soumise au jury?
- Le rapport psychiatrique de la défense a-t-il été communiqué correctement à la Couronne?
- Dans la détermination de la peine, le juge pouvait-il considérer la provocation comme une circonstance atténuante pour * l'homicide involontaire coupable alors que la même provocation avait déjà été envisagée pour réduire l'accusation en homicide involontaire coupable ; et
- La peine était-elle appropriée et reflétait-elle correctement la gravité de l'infraction et la culpabilité morale du contrevenant?

## Jugement de la Cour suprême
Dans une décision de cinq juges contre quatre, la Cour a confirmé la condamnation et a rejeté le pourvoi.

## Motifs du jugement
Le juge Michel Bastarache a écrit le jugement au nom de la majorité. Il distingue d'abord l'automatisme avec maladie mentale et l'automatisme sans maladie mentale. La première catégorie d'automatisme est codifiée à l'article 16 du Code criminel et exige que le caractère involontaire de la conduite soit le résultat d'une « maladie mentale ». Si un accusé invoque avec succès la défense d'automatisme avec maladie mentale, cela aboutit à un verdict de non-responsabilité criminelle pour cause de troubles mentaux. Si l'accusé invoque avec succès la défense d'automatisme sans maladie mentale, le résultat est un acquittement.
Pour appliquer une défense d'automatisme, la défense a le fardeau de prouver au juge que les actions de l'accusé étaient involontaires. Le juge permettra ensuite au jury de choisir lequel des deux types d'automatismes est le plus approprié. La question est de savoir si l'automatisme était le résultat d'un trouble mental ou non.
Bastarache a examiné la signification du trouble mental. Il a identifié deux approches en vertu de l'article 16. La première est la théorie de la « cause interne », où « pour déterminer si l’état dans lequel l’accusé allègue avoir été constitue une maladie mentale, le juge du procès doit comparer la réaction automatique de l’accusé avec la réaction à laquelle on s’attendrait de la part d’une personne normale ». Cela tient compte de l'événement déclencheur et le fait qu'une personne normale ait pu entrer dans un état d'automatisme. Par exemple, un événement extrêmement traumatisant pourrait raisonnablement faire sombrer quelqu'un dans un état d'automatisme.
La deuxième approche est la théorie du « risque subsistant » selon laquelle un état susceptible de présenter la récurrence d'un danger pour le public constituerait une maladie mentale. Ces deux théories, soutient Bastarache, ne sont pas censées s'exclure mutuellement et devraient toutes deux être prises en compte dans l'application de la défense (Bastarache a également mentionné la possibilité de prendre en compte d'autres facteurs d'ordre public quand surviennent « des cas où l’examen des facteurs de la cause interne et du risque subsistant ne permet pas, à lui seul, de répondre de façon définitive à la question de la maladie mentale ».
Au vu des faits, le juge du procès a conclu que seule la défense d'automatisme pour troubles mentaux s'appliquait. Dans le cas de M. Stone, les effets produits par l'élément déclencheur de la réaction automatique ne correspondent pas à la réaction à laquelle on pouvait raisonnablement s'attendre d'une personne normale. Par conséquent, ce moyen de défense doit échouer en l'espèce.